# Gommern
Gommern est une ville de l'arrondissement du Pays-de-Jerichow, dans le land de Saxe-Anhalt, en Allemagne.

## Géographie
Gommern se trouve à l'est de l'Elbe, en bordure sud-ouest du Flamain, à une quinzaine de kilomètres au sud-est de Magdebourg et à une trentaine de kilomètres au sud de la ville de Burg.
La Bundesstraße 184 (Magdebourg–Zerbst) et la Bundesstraße 246a (Schönebeck (Elbe)–Möckern) se croisent dans la ville.

### Quartiers
En plus du centre-ville, le territoire communal comprend 11 localités :
| - Dannigkow - Dornbourg - Karith - Ladeburg | - Leitzkau - Lübs - Menz - Nedlitz | - Prödel - Vehlitz - Wahlitz |

## Patrimoine
- Abbaye de Leitzkau

## Personnalités liées à la commune
- Christian-Auguste d'Anhalt-Zerbst (1690–1747), Generalfeldmarschall prussien, né à Dornbourg ;
- Samuel Hahnemann (1755–1843), médecin et inventeur de l'homéopathie, médecin-conseil à Gommern de 1782 à 1785 ;
- Martin Hoffmann (né en 1955), footballeur.

## Jumelages
La ville de Gommern est jumelée avec :
- Königslutter am Elm (Allemagne) depuis le 29 juin 1990
- Saint-Jean-de-la-Ruelle (France) depuis le 3 mai 1996

## Liens externes

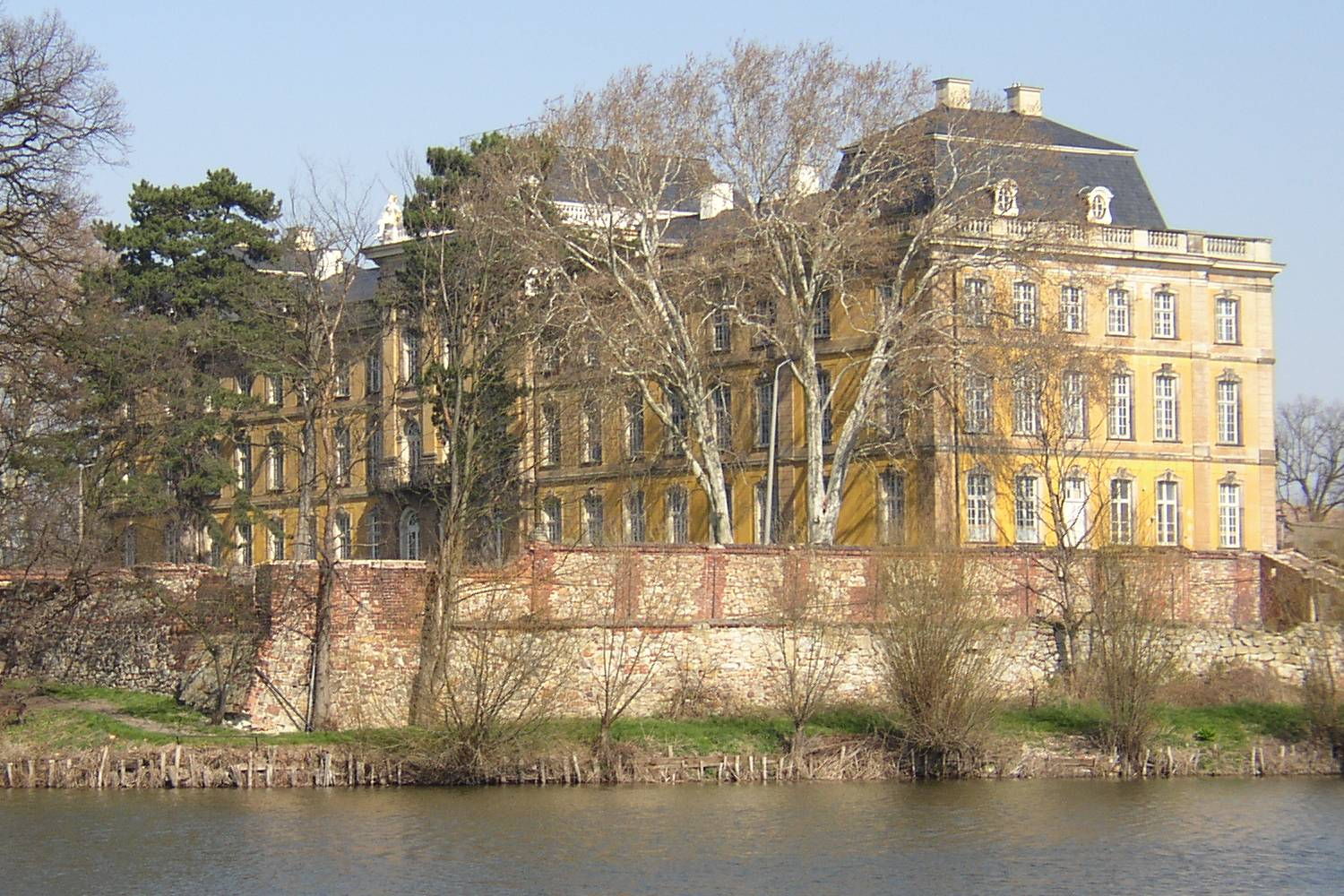
Palais de Dornburg à Gommern, construit par Jeanne-Élisabeth de Holstein-Gottorp, la mère de Catherine II de Russie.